# Urban Dictionary
Urban Dictionary（アーバン ディクショナリー）は、1999年に当時大学新入生Aaron PeckhamがDictionary.comやVocabulary.comのパロディサイトとして開設した俗語や慣用句のクラウドソーシングオンライン辞書サイトである。2014年開始時点で700万以上が登録され、毎日2,000語が追加されている。 2014年11月の広告表示記録では、月次基準で平均7200回表示されユニークビジターが1800万人に達した。 FacebookやGmailアカウントで登録が可能である。投稿するにはアカウント登録は任意だがメールアドレスの提出は必須である。デフォルトで、各定義はボランティアによる賛否投票数に基づき"Publish"または"Don't Publish"が決定される。語（語句もある）の字義的定義（literal definition）だけに留まらず、説明的解説（description）によるものも含まれる。また、１語（１語句）について複数の定義／説明的解説があるものがある。たとえば、"otaku"という語に対して、131の定義ないし解説（2020年4月22日時点）がなされている。

## 利用状況
1999年以来から爆発的人気があり、100万人以上が毎日閲覧している。2014年1月時点でPeckhamによると40％は海外からの利用者であり、主な利用者は15−24歳男性が大半を占める。